# Chuck Bowman
Chuck Bowman (ur. 2 czerwca 1937 w Coffeyville) – amerykański aktor, producent filmowy i reżyser filmowy i telewizyjny.

## Życiorys
Urodził się 2 czerwca 1937 w Coffeyville w stanie Kansas, uczęszczał do Los Angeles City College. W 1957 roku poślubił  Marilyn Stanton Capps, z którą miał dwójkę dzieci: Karen Bowman oraz Roba Bowman'a. Rozstał się z nią 1976, a trzy lata później poślubił Lisę Bowman, z którą miał jedno dziecko – Stephena Bowman'a.

## Filmografia

### Reżyser

#### Filmy
- 2006: Krwawa wróżba (The Tooth Fairy)
- 2003: Liczebność krytyczna (Threshold)
- 2002: Dead Above Ground
- 2001: Christy: powrót do Cutter Gap (Christy: The Movie)
- 2000: Kwarantanna (Quarantine)
- 1998: Someone to Love Me: A Moment of Truth Movie
- 1998: W obronie morderstwa (I Know What You Did)
- 1997: Cena wolności (Moment of Truth: Into the Arms of Danger)
- 1997: The Accident: A Moment of Truth Movie
- 1996: Ojcowskie prawo (Abducted: A Father's Love)
- 1996: Pocałunek śmierci (A Kiss So Deadly)
- 1995: Zwiedzione na manowce (Deceived by Trust: A Moment of Truth Movie)
- 1994: Moment of Truth: A Mother’s Deception
- 1994: Moment of Truth: Caught in the Crossfire
- 1993: Dlaczego moja córka? (Moment of Truth: Why My Daughter?)

#### Seriale TV
- 2009: Castle
- 2003: Wstrząsy (Tremors)
- 2002: Agent w spódnicy (She Spies)
- 2000: Sheena
- 1998: V.I.P.
- 1998: Stan wyjątkowy (Martial Law)
- 1997: Dellaventura
- 1996: Kameleon (The Pretender)
- 1996: Portret zabójcy (Profiler)
- 1996: Nash Bridges
- 1994: Dotyk anioła (Touched by an Angel)
- 1993: Doktor Quinn (Dr. Quinn, Medicine Woman)
- 1993: Strażnik Teksasu (Walker, Texas Ranger)
- 1990: Partner z zaświatów (Shades of LA)
- 1990: Potwór z bagien (Swamp Thing)
- 1990: She-Wolf of London
- 1989: McGee and Me!
- 1988: Gorączka nocy (In The Heat Of The Night)
- 1987: Gliniarz i prokurator (Jake and the Fatman)
- 1986: Stingray
- 1985: MacGyver (Murder, She Wrote)
- 1984: Riptide
- 1983: Drużyna "A" (The A-Team)
- 1982: T.J. Hooker
- 1981:The Greatest American Hero
- 1980: Tenspeed and Brown Shoe
- 1978: The Incredible Hulk – producent i scenarzysta

### Producent

#### Filmy
- 2003: Liczebność krytyczna (Threshold)
- 2001: Christy: powrót do Cutter Gap (Christy: The Movie)
- 1998: W obronie morderstwa (I Know What You Did)
- 1996: Pocałunek śmierci (A Kiss So Deadly)
- 1984: V: Decydująca bitwa (V: The Final Battle)

#### Seriale TV
- 1998: Stan zagrożenia (Supercarrier)
- 1984: V
- 1982: T.J. Hooker
- 1980: Tenspeed and Brown Shoe
- 1978: The Incredible Hulk

### Aktor

#### Filmy
- 1970: Port lotniczy (Airport) jako Dypozytor w Nowym Jorku

#### Seriale TV
- 2006: Ten sam dzień (Day Break) jako Reporter ruchu ulicznego
- 1984: Riptide jako spiker
- 1983: Hardcastle i McCormick jako Dziennikarz
- 1981: The Greatest American Hero jako Keith Asherman
- 1974: The Rockford Files jako Komisarz Bob Tremayne
- 1974: The Six Million Dollar Man
- 1968: Adam-12 jako Det. Cole Edwards, Harold Thompson, Rogers, Porucznik Andrews, Oficer Miller, Sierżant Edwards oraz Sierżant McCall
- 1968: It Takes a Thief jako Drugi pilot Buck White
- 1967: Dragnet 1967 jako spiker